# トゥク・ウマール
トゥク・ウマール（Teuku Umar、1854年 - 1899年2月11日）は、アチェ戦争におけるアチェ王国のゲリラ指導者の一人。妻チュ・ニャ・ディンと共にインドネシア国家英雄の称号を贈られている。

## 生涯

### 出自
1854年にトゥク・アフマド・マフムードの息子として生まれる。母はムラボーを治めるウレーバラン（領主）の妹だった。ウマールには二人の姉妹と三人の兄弟がいた。
ウマールは、ミナンカバウ人スルターンであるダトゥク・マフドゥム・サティの子孫とされている。サティはイスカンダル・ムダの時代に将軍として活躍し、コタ・パリアマンの領地を与えられたナンタの子孫である。

### アチェ戦争

#### ゲリラ戦の展開

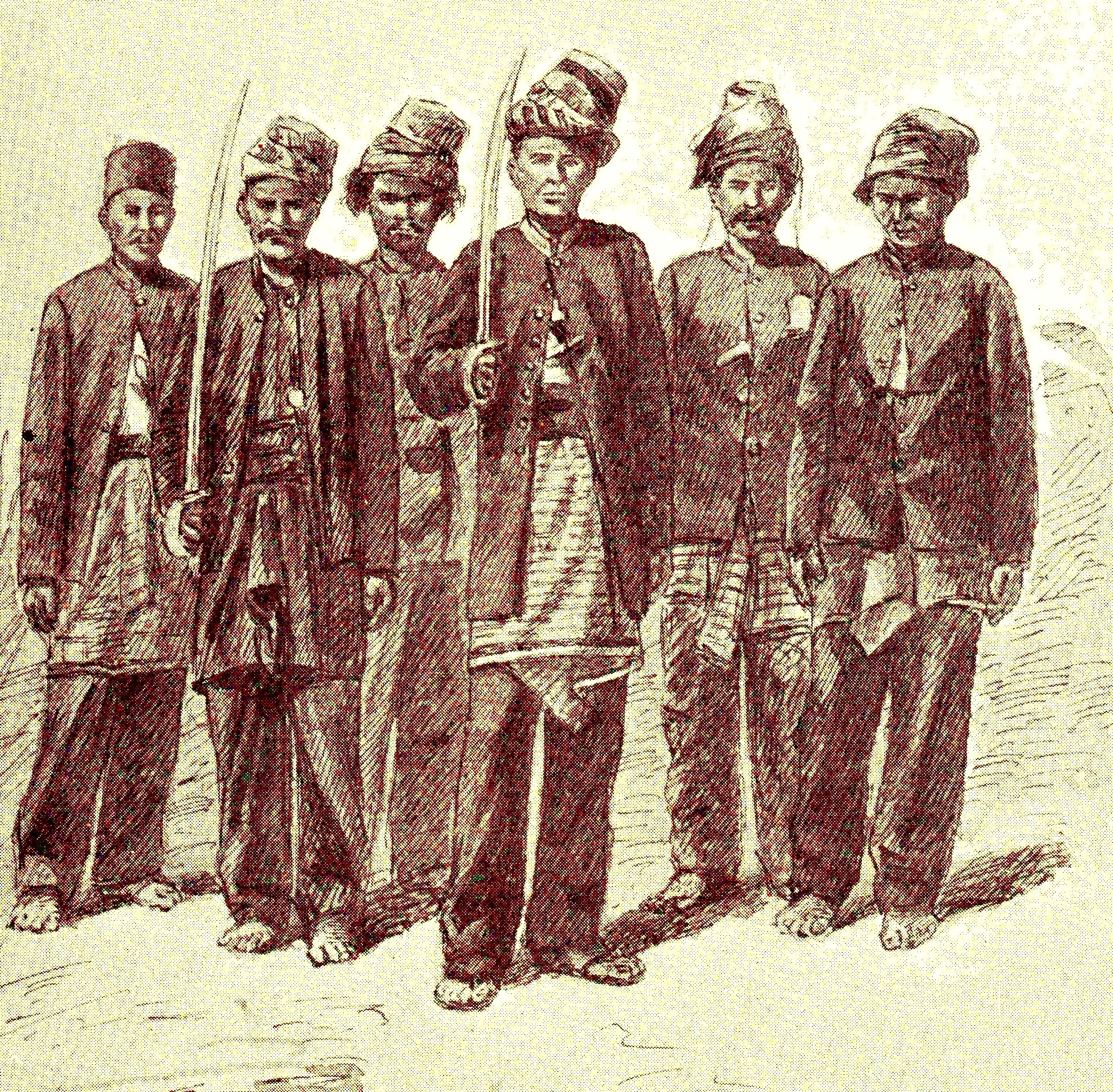
ウマールと彼の部下

1873年にアチェ戦争が勃発すると、ウマールはゲリラとしてオランダ領東インド軍への戦闘に参加する。故郷ムラボーでの戦闘を皮切りに、アチェ西部一帯を転戦した。同年、19歳でムラボー南西部の村長に任命されている。翌1874年にニャ・ソフィアと結婚して息子グルパンをもうけ、その後ニャ・マリハイを第二夫人として迎える。1880年に従姉のチュ・ニャ・ディンと結婚し、彼女もオランダ軍との戦闘に加わるようになった。
1883年、ウマールはオランダ軍との間に和平協定を締結した。ウマールは内情を探るためオランダ軍に接近し、オランダ軍もウマールを懐柔してゲリラを取り込もうと考え、彼を現地人兵士としてオランダ軍に入隊させた。潜入を終えて戻ったウマールはアチェ軍の拠点の強化と、新たに17人の指揮官と120人の兵士を補充するように指示した。
1884年、アチェを訪れたイギリス船が現地のウレーバランに拘束される事件が発生した。ウレーバランは身代金10万ドルを要求し、英蘭の外交問題に発展したため、植民地政府は32人のオランダ人兵士を派遣するが、オランダ人兵士は途中でウマールに全員殺害され、武器は全て強奪された。その後、ウマールはウレーバランに反乱用の武器を供給した。
1886年6月15日、ウマールはデンマーク人商人ハンセンに対し、胡椒と引き換えにオランダ軍に引き渡す予定の武器を交換することを持ち掛けた。しかし、ハンセンは契約を反故にして胡椒を奪い逃走した。ウマールは2万5,000ドルで胡椒を引き取ることを提案し、ハンセンは一人で交渉に来るように指示した。ウマールは40人の部下を率いて秘密裏に彼の船を包囲し、船に乗り込んだ。ウマールは5,000ドルで胡椒を引き渡すように提案するが、ハンセンが拒否したため部下を突入させ、彼を射殺する。ウマールはハンセン夫人を拘束し、交渉を妨害されたオランダ軍は激怒した。

#### オランダ軍への反撃

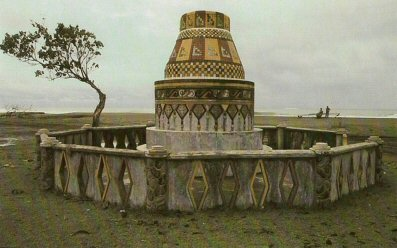
ムラボーにあるウマールの記念碑

1891年、アチェ・ゲリラの指導者トゥンク・チ・ディ・ティロが暗殺され、オランダ軍が勢力を盛り返していった。ウマールは荒廃する農地や村を見て次第に戦意を喪失し、1893年9月にオランダ軍のデイケルホーフ知事に降伏した。デイケルホーフは降伏を受け入れ、ウマールに「ヨハン・パラワン」の名前を与えた。妻ディンは夫の降伏に激怒し、ウマールは孤立した。降伏後のウマールはオランダ軍に忠実に従いアチェ軍の動向を伝えたため、オランダ軍から信頼された。しかし、実際にはオランダ軍から得た給金をアチェ・ゲリラ指導者に渡し、軍議の席で得た情報を伝えるなどしており、ディンはオランダ軍の情勢を探るために夫が降伏したことを知った。
1896年3月30日にウマールは800丁の銃、2万5,000個の爆弾、500キロの弾薬、1万8,000ドルの資金を持ち出してオランダ軍から脱走した。このため、デイケルホーフは責任を問われて知事職を解任された。脱走したウマールはゲリラを指揮するウラマーたちと合流し、本格的な反抗作戦する。ウマールはディンと共にパンリマ・ポレム9世の部隊400人と合流してオランダ軍を攻撃し、25人を殺害して190人を負傷させた。1898年4月1日には他のウラマー、ウレーバランと共にスルターンのムハンマド・ダウド・シャーに忠誠を宣誓した。

### 戦死
1899年2月、オランダ軍指揮官ヨハネス・ファン・ヘイツは、スパイの情報からウマールがムラボーに来ることを知り、部隊を配置した。2月10日夜にムラボーに到着したウマールの部隊はヘイツの部隊から奇襲される。包囲されたウマールは反撃するが、日付が変わった11日に胸に銃弾を受け戦死した。夫の戦死を聞いたディンは衝撃を受けるが、夫の後を引き継いでオランダ軍との戦闘を指揮し続けた。

## 顕彰

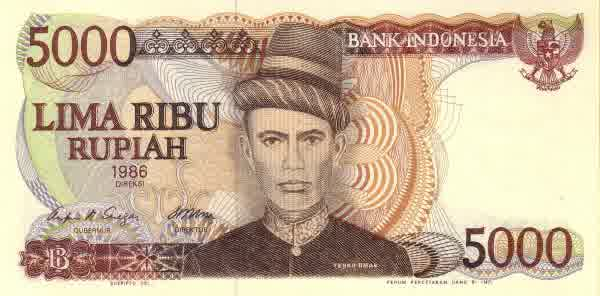
ウマールが描かれた5,000ルピア

スカルノは「インドネシアの三人の英雄的友人」としてウマール、ディポヌゴロ、トゥアンク・イマム・ボンジョルの三人を挙げている。また、植民地支配への抵抗運動を指揮した英雄としてインドネシア国家英雄の称号を贈られた他、故郷のムラボーなどインドネシア各地にはウマールの名前を冠した通りが存在し、インドネシア国軍の軍艦「トゥク・ウマール」やトゥク・ウマール大学など彼の名前を冠した建造物も多く存在する。